# Miguel Gobbo Diaz
Miguel Gobbo Diaz (Santo Domingo, 19 giugno 1989) è un attore dominicano naturalizzato italiano.

## Biografia
Nato a Santo Domingo, è arrivato in Italia a tre anni, crescendo a Creazzo (VI). Fino all'età di 16 anni ha giocato nella squadra del Sovizzo Calcio. In gioventù si è trasferito a Roma, dove ha studiato al Centro sperimentale di cinematografia. Il suo primo lavoro nel 2012 fu come protagonista di puntata nella serie “Il commissario Rex”.
Come attore ha lavorato al teatro, negli spettacoli Fuori gioco (The Pass) di John Donnelly.
Ha poi recitato in alcuni cortometraggi e pellicole cinematografiche, ottenendo un ruolo da protagonista in La grande rabbia del 2016. Dal 2018 è fra i personaggi principali della serie TV di Rai 1 Nero a metà, a fianco di Claudio Amendola.
Nel 2021 interpreta Rico nella serie tv Netflix Zero.

## Filmografia parziale

### Cinema
- Leoni, regia di Pietro Parolin (2015)
- La grande rabbia, regia di Claudio Fragasso (2016)

### Televisione
- Nero a metà – serie TV (2018-2022)
- Zero – serie TV (2021)